# Băltăgari
Băltăgari – wieś w Rumunii, w okręgu Buzău, w gminie Bisoca. W 2011 roku liczyła 189 mieszkańców. 